# Revolución de 1897
La Revolución de 1897 fue un movimiento armado llevado a cabo en Uruguay por militares del Partido Nacional contra el gobierno que presidía Juan Idiarte Borda; fue liderado por el caudillo Aparicio Saravia, secundado por el coronel Diego Lamas.

## El «Colectivismo»
La profunda convicción del presidente y de su círculo íntimo de que el progreso del país, al menos en el plano inmediato, solo era posible con la permanencia del colorismo, y en particular de los miembros de la "colectividad", en el gobierno. Profundamente traicionado por su elitismo aristocratizaste y la conciencia de la superioridad de la clase que representaba, Julio Herrera y Obes consideró que era preferible la violación sistemática de la legislación que él mismo propugnaba al desplazamiento de los "mejores" de la esfera de decisión política. Tal vez pensaba que algún día se podría llegar a una alternancia democrática en el poder.

### La crisis económica de 1890
El Nuevo periodo “Civilista”, dirigido por el presidente constitucional Julio Herrera y Obes comenzó en un clima de optimismo económico, desde la época del presidente Máximo Tajes ya existían indicios de que se estaba abriendo una etapa depresiva: Desde la década de 1880 el precio internacional de los cueros secos y salados estaba bajando, por la competencia de productos sustitutivos que estaba apareciendo en Europa, como el cartón obtenido mediante proceso Kraft, y por el aumento de la producción a nivel mundial, mientras que en 1887 en Brasil se cerraba la importación de tasajo uruguayo, en el marco de una nueva política de corte proteccionista.
El precio de la lana que era el principal producto exportable del Uruguay desde 1894, tuvo también un claro descenso. A estos factores se debe de agregar, una balanza comercial desfavorable que se mantuvo durante la mayor parte de la presidencia del Máximo Tajes, y que al menos en parte estuvo determinada por la importación de bienes de lujo.
El panorama en general no repercutió gravemente debido a las maniobras especulativas desarrolladas por el Banco Nacional, que crearon, según el escritor Ramón Díaz “una burbuja financiera dentro de la cual los precios de la tierra y ciertos valores de bolsa crecieron sin tasa ni medida, para caer estrepitosamente cuando aquella estalló y dejar una amarga secuela de quiebres y desempleos”. Otra causa de este “estallido” es la de una larga sequía que afecto toda la producción uruguaya y, consecuentemente, la capacidad exportadora, sumada también al Pánico de 1890, que afectó tanto al Uruguay, como a la Argentina, siendo este país tradicional cliente de los productos uruguayos.
La crisis tuvo como fin, el cierre de varios bancos, entre ellos en banco del Estado, Banco Nacional entre otros privados y sumió al país en la bancarrota por 4 años desde 1890 hasta 1894.

### Fraudes Electorales
En noviembre de 1890, año en el cual había que realizar elecciones legislativas, el Directorio del Partido Nacional determinó su abstención de esa fuerza política por medio de una severa declaración en la que denunciaba que “los registros cívicos fueron formados a capricho, inscripciones fraudulentas admitidas como licitas, inscripciones legales tachadas por ilícitas […] Juntas Electorales y Comisiones Escrutadoras de docilidad asegurada”. Debido a esto la concurrencia de los comicios fue casi exclusiva del electorado “colectivista”, ya que el sector colorado batllista denunciaba, con más rigor que los propios blancos, el manejo de las elecciones.
El fraude sistemático redujo al absurdo los esfuerzos formales del gobierno y la oposición para mejorar las garantías electorales, traducidos en las leyes de Ley de Registro Cívico Permanente y de Elecciones, largamente discutidas y promulgadas respectivamente el 28 de marzo y el 13 de abril de 1893. Más allá del valor de estos textos legales (aceptados por Juan José de Herrera, por ejemplo, y violentamente rechazados por Batlle y Ordóñez, que los calificó de "legalización del fraude"), la praxis fraudulenta, situada al margen de cualquier normativa legal, los anulaba de hecho. Parece claro que el propio presidente estaba comprometido en estas maniobras, lo que plantea un problema de ardua respuesta:

### Otras Causas
Secuela de un intento de 1896, que fracasó, su origen debe hallarse en la política de influencia directriz, tesis política sostenida y aplicada durante el gobierno de Julio Herrera y Obes, que tendía a monopolizar el poder para el Partido Colorado y no vacilaba en usar la fuerza o el fraude. Reducida a su mínima expresión la coparticipación pactada en la Paz de abril de 1872, que puso fin a la Revolución de las Lanzas (Herrera y Obes redujo los cuatro jefes políticos blancos de 13 departamentos existentes en 1872 a tres de los 19 departamentos de 1890), los blancos se sentían una vez más marginados y propensos a los lanzamientos .

## Organización

### Surgimiento de los clubes políticos
En Buenos Aires se formó una Junta de Guerra encabezada por Juan Golfarini y Duvimioso Terra; propugnaba el levantamiento armado y actuaba al margen del Directorio del Partido Nacional, presidido por Juan Berinduague. Los contactos de la junta en Uruguay y la prédica revolucionaria a través de la prensa (en particular, la realizada por Eduardo Acevedo Díaz) dieron lugar a la formación de una serie de clubes políticos y agrupaciones blancas que presidían caudillos locales, como Carmelo Cabrera o Basilio Muñoz, cuyo objetivo principal era preparar la revuelta.
Uno de ellos fue el club “Gumersindo Saravia”, fundado el 25 de agosto de 1896 en Cerro Largo por Antonio Floricio Saravia (“Chiquito”) –hermano de Gumersindo y con gran influencia en el área– y por su hermano menor Aparicio, que habían luchado con Gumersindo entre 1893 y 1895 en la Revolución Federal de Rio Grande do Sul y ostentaba el título, no reconocido en Uruguay, de general.

### Entrevista con el Directorio y primeras escaramuzas
El Directorio del Partido Nacional desautorizó estas iniciativas, que calificó de “Movimiento anárquico”. Aparicio tuvo una entrevista con el Directorio en Montevideo el 8 de octubre de 1896, que, pese al clima cordial, dejó claro que había diferencias insalvables. Fue en el curso de esa reunión que Saravia, ante el argumento de la falta de dinero, puso los títulos de sus propiedades –y las de sus hermanos Chiquito y Mariano– a disposición del Directorio, argumentando que “Prefiero dejar a mis hijos pobres pero con patria y no ricos y sin ella”.
El 24 de noviembre de 1896 Saravia movilizó a sus tropas (80 hombres) y al otro día, el 25 de noviembre, en la población Coronilla (departamento de Rivera), leyó una proclama en la que llamó a los blancos a las armas contra un gobierno “que nos degrada ante propios y extraños”. Desorganizado y carente de apoyos internos y externos, este movimiento que llegó a reunir 1000 hombres mal armados –y que fue denominado despectivamente “la chirinada” por jefes del Ejército– se disolvió el 8 de diciembre tras alguna escaramuza; Saravia pasó al Brasil y anunció que “la revolución recién empieza”.

## Inicios
Se contactó con el caudillo riograndense João Francisco Pereira da Souza, con el que tenía amistad pese a haberlo enfrentado en tiempos de la revolución federal, quien le proporcionó armas y escondites. Instalado en un paraje agreste conocido como “El Potrero de Ana Correa”, Aparicio reanudó sus contactos con la Junta de Guerra de Buenos Aires, ante la que envió a su hermano Chiquito.
Esta no veía en Saravia un jefe confiable para la revuelta, pero contaba con el concurso de los coroneles José Núñez y Diego Lamas, que habían hecho la mayor parte de sus carreras militares en Argentina. Con esta base, la Junta decidió dar armas y dinero a Saravia y designarlo general en jefe del nuevo alzamiento, pero nombró a Duvimioso Terra como jefe político de la campaña. Saravia arrendó una estancia en Piratini, Rio Grande do Sul, en la que preparó el nuevo movimiento; mientras en Uruguay se vivía un clima de agitación revolucionaria. El 5 de marzo de 1897 Saravia, acompañado de 383 hombres mal armados, ingresó a territorio uruguayo por la zona de Aceguá.
El mismo día Diego Lamas atravesó el río Uruguay y desembarcó en el departamento de Colonia (en las costas de la futura ciudad de Juan lacaze), con apenas 22 hombres (los legendarios “Veintidós de Lamas”); entre ellos estaban Duvimioso Terra –con potestades de destituir a Saravia– y el joven Luis Alberto de Herrera.

### Acciones bélicas
La “Columna del Uruguay”, que debía invadir desde Entre Ríos y que integraban dos escritores prestigiosos –Eduardo Acevedo Díaz y Carlos Roxlo–, estaba paralizada por disensos y no arribó sino el 15 de marzo, reducida a 200 soldados que fueron obligados pronto a refugiarse en Brasil. José Núñez, con 517 hombres, se atrasó y desembarcó el 7 de marzo en Conchillas (departamento de Colonia). 
Lamas se movió hacia el norte y se le incorporaron revolucionarios de San José y Flores, liderados por Cicerón Marin y José González, hasta reunir 700 hombres, y el 15 de marzo se encontró con José Núñez y sus tropas. El 17 de marzo tropas profesionales del Ejército, entre ellas dos batallones de Cazadores, al mando de José Villar atacaron a los revolucionarios en las costas del arroyo Tres Árboles (departamento de Río Negro) y, sorprendentemente, sufrieron un grave revés.
La batalla de Tres Árboles pasó a constituir uno de los elementos de culto de la historia blanca. El 19 de marzo, entretanto, las tropas de Aparicio chocaron con las de Justino Muniz, blanco profundamente enemistado que comandaba tropas gubernistas. Este encuentro menor, del que los blancos se retiraron, se convirtió en leyenda por una temeraria carga a lanza de Chiquito Saravia, que le costó la vida.
El 28 de marzo las columnas de Lamas –victoriosa– y Saravia –derrotada– se encontraron en Tupambaé, Cerro Largo, y los dos jefes simpatizaron de inmediato. Sin embargo, José Núñez y Duvimioso Terra (“El doctorcito del nombre raro”, según Saravia) no establecieron una buena relación con el caudillo y terminaron abandonándolo. Se incorporaron en cambio intelectuales como Florencio Sánchez (huiría poco después), Javier de Viana, Carlos Roxlo o Eduardo Acevedo Díaz.
Este último era un hombre de gran coraje personal y uno de los ideólogos del movimiento revolucionario, y fue secretario de Saravia. Se sucedieron las batallas de Cerro Colorado (departamento de Florida, 16 de abril; triunfo gubernista), Cerros Blancos (departamento de Rivera, 14 de mayo; Lamas fue herido en el tórax y en el brazo) y Guaviyú (Rivera, 15 de mayo.
Saravia encabezó una carga a lanza y forzó el paso de sus tropas). Después los blancos tomaron la ciudad de Rivera, recibieron refuerzos y marcharon hacia Salto en busca de pertrechos que no llegaron. De nuevo en el noreste, se entabló la batalla de Aceguá (poco más que una escaramuza el 8 de julio en el departamento de Cerro Largo).

### Conversaciones de paz
Luego hubo un armisticio de diez días, fruto de conversaciones de paz; en ese lapso Aparicio se reunió varias veces con su hermano Basilicio, afín al Partido Colorado y jefe de tropas gubernistas. Las tratativas fueron realizadas por Golfarini y Juan José de Herrera, en nombre de la Junta de Guerra, y por el expresidente Máximo Tajes y Miguel Herrera y Obes como representantes colorados.
Pero la última palabra la tenía Aparicio Saravia, ya transformado en caudillo máximo del Partido Nacional. Cuando Duvimioso Terra, desde Buenos Aires, declaró unilateralmente rotas las negociaciones, Saravia envió a Golfarini y Herrera un lacónico telegrama: “Este ejército desconocerá todo acto del Dr. Terra”. Los delegados blancos dimitieron y la Junta de Guerra se disolvió.
El gobierno, en tanto, recibía presiones cada vez mayores para que buscase la paz. El 5 de agosto se desarrolló en Montevideo una enorme manifestación en pro de “Paz a cualquier precio” (20.000 personas), mientras las instituciones financieras, la Cámara Nacional de Comercio, la Asociación Rural del Uruguay, las organizaciones estudiantiles y sectores del Partido Colorado como los del líder emergente José Batlle y Ordóñez, presionaban en el mismo sentido.
El impopular Juan Idiarte Borda –secundado por Miguel Herrera y Obes, que tenía ambiciones presidenciales– no estaba sin embargo dispuesto a transar. Pero, cuando el 25 de agosto el joven Avelino Arredondo mató de un balazo al presidente Juan Idiarte Borda, el titular del senado, Juan Lindolfo Cuestas, asumió la primera magistratura y de inmediato reanudó las negociaciones de paz. 

## Pacto de la Cruz
Las negociaciones de paz culminaron en el Pacto de la Cruz, firmado el 18 de septiembre de 1897 luego de más de seis meses de hostilidades que habían movilizado a un total de 5.000 hombres en la guerrilla y a 20.000 en el Ejército. La Asamblea General lo aprobó el 19, con el solitario voto en contra del expresidente Julio Herrera y Obes, quien dijo: “Hacen la paz porque no han sabido hacer la guerra”.
Los negociadores fueron, en representación del gobierno, José Pedro Ramírez y el hacendado Pedro Etchegaray, y por los blancos el propio Saravia, Diego Lamas, Arturo Heber Jackson, Manuel Artagaveytía y Antenor Pereira. El documento concluyó en Montevideo, donde se registraron multitudinarias expresiones de júbilo, y llevó las firmas de Eduardo McEachen, Juan Campisteguy, Luis Eduardo Pérez, Mariano Ferreira y Jacobo Varela (hermano de José Pedro Varela) como representantes del Poder Ejecutivo, y Juan José de Herrera, Eustaquio Tomé, Carlos Berro y Aureliano Rodríguez Larreta, como representantes del Partido Nacional. Por supuesto, hubo que contar con la aquiescencia de Aparicio Saravia. 
El pacto establecía:
- La renuncia a la lucha armada.
- El compromiso del Ejecutivo de impulsar una reforma electoral que estableciese la representación de las minorías (“esta cláusula es la base fundamental y esencial de esta negociación” dice el texto).
- Compromiso de elegir como Jefes Políticos departamentales a ciudadanos que “ofrezcan amplias y eficaces garantías”.
- Amnistía y vigencia de los derechos civiles y políticos, lo que incluía reposición de los destituidos por considerárselos vinculados al levantamiento.
- Indemnización de 200.000 pesos a los blancos como “Gastos de pacificación”.
- Compromiso de adoptar medias que apliquen en la realidad el principio de igualdad entre los orientales y la plenitud de los derechos cívicos.

Junto a estas cláusulas escritas y firmadas se convino verbalmente un acuerdo por el cual seis jefaturas políticas serían provistas directamente por el Partido Nacional. Saravia dejó sus tropas el 24 de septiembre, después de que el gobierno designara jefes políticos blancos en los departamentos de Maldonado, Flores, Cerro Largo, Treinta y Tres, Rivera y San José.
Al día siguiente en la estación La Cruz (departamento de Florida) se realizó el desarme de los revolucionarios encabezados entonces por Diego Lamas. Entregaron parte de su arsenal: lanzas y unas 350 armas largas (Winchester, Remington, Mauser); cada soldado recibió 30 pesos y los coroneles 150 (Lamas y otros dirigentes no aceptaron su parte). El llamado Pacto de la Cruz –una primitiva forma de “coparticipación” – eludió la solución definitiva de los problemas del país.
De hecho, quedó dividido en dos gobiernos; el de Montevideo y el de Saravia desde su estancia El Cordobés, dada la absoluta primacía que el caudillo tenía entonces sobre su partido. La situación quedó congelada hasta la elección de José Batlle y Ordóñez en 1903 y la Revolución de 1904, mucho mayor, más sangrienta y decisiva de la suerte del Uruguay del siglo XX.